# Andrew Kay
Andrew Francis Kay (Kopischiansky) (* 22. März 1919 in Akron, Ohio; † 28. August 2014 in Vista, San Diego, Kalifornien), Sohn polnischer Einwanderer, war ein US-amerikanischer Unternehmer und Erfinder. Er war CEO von Non-Linear Systems (NLS), Präsident, CEO und COB von Kaypro und Präsident und CEO von Kay Computers.

## Leben
Kay graduierte 1940 am Massachusetts Institute of Technology (MIT) als Ingenieur (Bachelor of Science degree in General Science) und begann seine Karriere bei Bendix. Er gründete 1953 die Firma Non-Linear Systems (NLS), einen Hersteller von digitalen Messinstrumenten. 1954 erfand er das digitale Spannungsmessgerät. Seine Firma NLS begann in 1981 mit der Entwicklung von Mikrocomputern und brachte im Juni 1982 einen der ersten tragbaren Computer auf den Markt, den Kaypro II, der sich sehr gut verkaufte. Andrew  Kay war auch Gründungsmitglied des Rotary Klubs von Del Mar (Kalifornien, USA) im Jahr 1954.